# Центр подготовки космонавтов имени Ю. А. Гагарина
Федеральное государственное бюджетное учреждение «Научно-исследовательский испытательный центр подготовки космонавтов имени Ю. А. Гагарина» (ФГБУ «НИИ ЦПК им. Ю. А. Гагарина») — главное советское и российское учреждение по подготовке космонавтов.
Организация госкорпорации «Роскосмос».
Основан 11 января 1960 года в Москве как ЦКП ВВС (войсковая часть 26266), в этом же году переехал в Звёздный городок.

## История
22 мая 1959 года вышло Постановление ЦК КПСС и Совета Министров СССР «О подготовке человека к космическим полётам». В 1958 году Сергей Королёв отправил в правительство служебную записку, в которой обосновывал целесообразность и возможность отправки человека на орбиту Земли в тяжёлом спутнике. Отбор первых кандидатов в отряд космонавтов осуществлялся на базе Центрального научно-исследовательского авиационного госпиталя в Москве. К концу 1959 года было принято решение о создании в ВВС специального Центра для подготовки человека к космическому полёту.
Отбор кандидатов в отряд космонавтов производился «методом проб и ошибок», поскольку чётких критериев для кандидатов не существовало. Первый набор было решено формировать из лётчиков истребительной авиации. Заданные параметры по здоровью оказались настолько жёсткие, что им соответствовали молодые лётчики с относительно небольшим налётом, а более возрастные опытные пилоты отсеивались. Комиссии по отбору кандидатов изучили 3461 личное дело потенциальных кандидатов, личное собеседование произвели лишь с 347 кандидатами, на углублённую медицинскую комиссию было направлено 299 человек, 105 кандидатов её не прошли, а ещё 72 сами отказались от её дальнейшего прохождения из-за риска не только не пройти отбор на новую работу, но и быть отстранёнными от лётной работы (и такое реально было — 3 человек вообще отстранили от лётной работы, 9 получили различные ограничения по ней). 
11 января 1960 года приказом Главнокомандующего ВВС СССР К. А. Вершинина была организована воинская часть № 26266, задачей которой была подготовка космонавтов, немногим позже она была преобразована в Центр подготовки космонавтов ВВС. 24 февраля 1960 года Центр подготовки космонавтов (ЦПК) возглавил полковник медицинской службы Е. А. Карпов.
В марте 1960 года в ЦПК прибыла первая группа кандидатов на космический полёт, занятия группы были начаты 14 марта. Из-за отсутствия на начальном этапе хозяйственных построек отряд космонавтов временно размещался на спортивной базе ЦСКА на территории Центрального аэродрома имени М. В. Фрунзе, в июле 1960 года отряд переехал в Звёздный городок (где и находится до сих пор). 17 и 18 января 1961 года первая группа космонавтов успешно сдала экзамены для полёта на космическом корабле «Восток-1».
В 1965 году Центр стал межведомственной структурой. С 1966 года в Центре началась подготовка космонавтов к полётам на корабле «Союз». 30 апреля 1968 года после трагической гибели Юрия Гагарина Центру было присвоено его имя. С 1968 по 1969 годы в Центре обучались группы космонавтов для полётов на кораблях «Союз-ВИ», «Алмаз» и «Салют». В 1969 году Центру подготовки космонавтов был присвоен статус Научно-исследовательского испытательного института.
В 1970-х годах Центр проводил обучение в области пилотируемых международных программ. К 1978 году в стенах Центра были подготовлены 25 международных космических экипажей, прошли подготовку представители Чехословакии, Польши, Германии, Болгарии, Венгрии, Вьетнама, Кубы, Монголии, Румынии, Франции, Индии, Сирии, Афганистана, Японии, Англии, Австрии, США, Швеции и Испании.
В 1980-х годах Центр продолжал работу по подготовке космонавтов и лётчиков-испытателей.
В 1995 году Постановлением Правительства Российской Федерации от 15 мая 1995 года № 478 на базе Научно-исследовательского испытательного центра подготовки космонавтов имени Ю. А. Гагарина и 70-го ОИТАПОН (отдельный испытательно-тренировочный авиаполк особого назначения, базировавшийся на подмосковном аэродроме Чкаловский) был создан Российский государственный научно-исследовательский испытательный центр подготовки космонавтов имени Ю. А. Гагарина (РГНИИ ЦПК им. Ю. А. Гагарина).
С момента создания и до 1991 года Центр находился в ведении Министерства обороны СССР, с 1992 по 2008 годы — Министерства обороны Российской Федерации.

## Современный статус
В 2009 году, согласно распоряжению Правительства Российской Федерации от 1 октября 2008 г. № 1435-р, на основе Центра было создано Федеральное государственное бюджетное учреждение «Научно-исследовательский испытательный центр подготовки космонавтов имени Ю. А. Гагарина» (куда были переданы все здания, сооружения, оборудование и персонал Центра) в ведении Роскосмоса, а РГНИИ ЦПК им. Ю. А. Гагарина в рамках Минобороны России был ликвидирован.
На основе бывшего 70-го авиаполка в 2010 году создано авиационное управление ФГБУ «НИИ ЦПК имени Ю. А. Гагарина», куда были частично переданы самолёты и лётно-технический состав полка.
В апреле 2017 года появились сообщения, что за последнее время Центр покинуло около десяти космонавтов, в качестве причин называют «внутренние организационные проблемы в Центре». 25 апреля один из космонавтов, Геннадий Падалка, опубликовал открытое письмо с критикой главы Центра подготовки космонавтов Юрия Лончакова и призывом уволить его.
В октябре 2017 года Юрий Лончаков ушёл в отставку. Временно исполняющим обязанности начальника ЦПК вместо него был назначен заместитель начальника Центра по управлению и развитию Максим Харламов. 24 ноября коллективу ЦПК представлен новый начальник Центра Павел Власов, ранее руководивший ЛИИ им. М. М. Громова. Власов руководил Центром до 2021 года, после его увольнения по собственному желанию руководителем был вновь назначен Харламов.
3 октября 2023 года Центр подготовки космонавтов имени Ю. А. Гагарина награждён орденом Гагарина за большой вклад в развитие отечественной космонавтики и создание уникальной системы подготовки космонавтов.

## Технические средства подготовки космонавтов (ТСПК)
В Центре имеются следующие технические средства подготовки космонавтов (ТСПК):
- комплекс тренажеров РС МКС;
- комплекс тренажеров ТПК «Союз»;
- функционально-моделирующие стенды, учебно-тренировочные натурные макеты;
- средства медицинской подготовки космонавтов;
- макет спускаемого аппарата «Материк»;
- тренажер «Океан»;
- самолёты-лаборатории;
- гидролаборатория.

### Комплекс тренажёров РС МКС
Комплекс тренажёров Российского сегмента Международной космической станции (КТРС МКС) создан для получения экипажем и наземным персоналом навыков по эксплуатации РС МКС, многосегментным операциям, обеспечения безопасности объединённого экипажа и живучести МКС.
В составе комплекса функционируют тренажёры:
- Служебного модуля «Звезда» «СМ»;
- Функционально-грузового блока «Заря» «ФГБ»;
- Стыковочного отсека «Пирс» «СО1»;
- Малого исследовательского модуля № 1 «Рассвет» «МИМ-1»;
- Малого исследовательского модуля № 2 «Поиск» «МИМ-2»;
- Многоцелевого лабораторного модуля «Наука» «МЛМ»;
- Узлового модуля «УМ»;
- Учебно-тренировочный макет ТГК «Прогресс» «УТМ ТГК»;
- Модель бортовой вычислительной системы РС МКС «МБВС»;
- Имитатор Американского сегмента «AST»;
- Информационно-управляющей системы РС МКС «ИУС»;
- Системы поддержки экипажа «SSC»;
- Европейского манипулятора «Дон-ERA»;
- Телеуправления транспортными грузовыми кораблями и целевыми модулями «Телеоператор».

Состав комплекса тренажёров Российского сегмента Международной космической станции

### Комплекс тренажеров ТПК «Союз»
Комплекс тренажеров транспортных пилотируемых космических кораблей (ТПК) «Союз» готовит будущих космонавтов для управления ТПК, формирует навыки по деятельности экипажа на ТПК и взаимодействию внутри экипажа и экипажа с Главной оперативной группой управления. В состав комплекса тренажёров ТПК «Союз» входят:
- комплексный тренажер «ТДК-7СТ3»;
- комплексный тренажер «ТДК-7СТ4»;
- специализированный тренажер «Дон-Союз ТМА»;
- специализированный тренажер «Дон-Союз ТМА 2»;
- специализированный тренажер «ТДК-7СТ5»;
- специализированные компьютерные тренажёры динамических режимов ТПК «Союз ТМА-М» в составе:

Состав комплекса тренажёров Российского сегмента Международной космической станции

- полунатурный тренажёр;
- стационарный тренажёр;
- мобильный тренажёр.

### Функционально-моделирующие стенды, учебно-тренировочные натурные макеты
В эту категорию ТСПК Центра входит следующее учебное-тренировочное оборудование:
- функционально-моделирующий стенд служебных бортовых систем ТПК «Союз ТМА-М»: поддержание у космонавтов навыков работы на всех этапах программы полёта ТПК «Союз ТМА-М»;
- стенд ВСК (визир специальный космонавта): имитация близкой к реальной светотеневой обстановки при стыковке пилотируемых космических кораблей с Международной космической станцией;
- мультимедийная аудитория для проведения занятий по радиотехническим системам: проведение занятий с космонавтами по радиотехническим системам «Союз ТМА-М» и российского сегмента Международной космической станции (РС МКС);
- мультимедийная аудитория фото-, видеоподготовки космонавтов: подготовка космонавтов по дисциплинам «Бортовая фотоаппаратура и проведение фотосъёмки на борту РС МКС», «Бортовая видеоаппаратура, выполнение видеосъёмки и ведение телевизионных репортажей на борту РС МКС», «История пилотируемых космических полётов за рубежом»;
- компьютерный стенд подготовки с использованием элементов виртуальной реальности: проведение предтренажерной подготовки космонавтов к космическому полёту на РС МКС и корабле «Союз ТМА-М»;
- астронавигационный функционально-моделирующий стенд: (до 22.06.1987 космический планетарий) астронавигационная подготовка экипажей МКС;
- виртуальный астронавигационный комплекс: подготовка космонавтов при изучении созвездий и навигационных звёзд небесной сферы;
- компьютерный стенд системы управления инвентаризацией: предполётная подготовка космонавтов по работе с системой управления инвентаризацией МКС;
- специализированный тренажёр ручного управляемого спуска: (с 4.2002 на базе центрифуги ЦФ-18 и с 10.2014 на базе центрифуги ЦФ-7) обучение и тренировки космонавтов по управлению кораблём «Союз-ТМА» при воздействии реальной перегрузки при посадке спускаемого аппарата;
- стенд «Тренажёр ВИН»: подготовка космонавтов для решения задач визуально-инструментальных наблюдений и мониторинга Земли с борта РС МКС;
- мобильные автоматизированные рабочие места для проведения авиационных ВИН: информационная поддержка космонавтов при их подготовке по задачам визуально-инструментальных наблюдений поверхности Земли с использованием самолётов-лабораторий;
- комплекс «ФМС Наука»: компьютерные виртуальные тренажёры по космическим экспериментам и научной аппаратуре на основе интерактивных 3D-моделей для подготовки космонавтов для работы по российской «Долгосрочной программе научно-прикладных исследований и экспериментов, планируемых на PC МКС».

### Средства медицинской подготовки космонавтов
Средства медицинской подготовки космонавтов включают следующее оборудование:
- стационарная барокамера СБК-80;
- вестибулометрические стенды;
- стенд «Квант»;
- комплекс бортовых технических средств медицинского контроля и профилактики.

Стационарная барокамера СБК-80 служит для медицинской экспертизы и высотных тренировок космонавтов и лётного состава. Барокамера осуществляет медицинский контроль состояния испытуемого и позволяет моделировать:
- подъём до высоты 20000 м;
- мгновенную разгерметизацию кабины летательного аппарата.

Вестибулометрические стенды служат для организации соответствующих исследований и тренировок. Имеются два стенда.
Стенд ЦФ-10 служит для исследований по определению уровня вестибулярной устойчивости, ежегодных освидетельствований для врачебно-экспертной комиссии (ВЭК) и предполётной подготовки. При этом стенд ЦФ-10 может:
- воздействовать на отолитовую часть вестибулярного аппарата для изучения переносимости различных отклонений;
- проводить различные пассивные вестибулярные тренировки;
- фиксировать медицинские показатели состояния испытуемого.

Оптокинетический барабан служит для тренировок космонавтов и лётного состава по адекватному восприятию пространства. Стенд позволяет создавать конфликты между зрительной, вестибулярной, проприоцептивной и интероцептивной системами человека, приводящими к иллюзорному восприятию пространства.

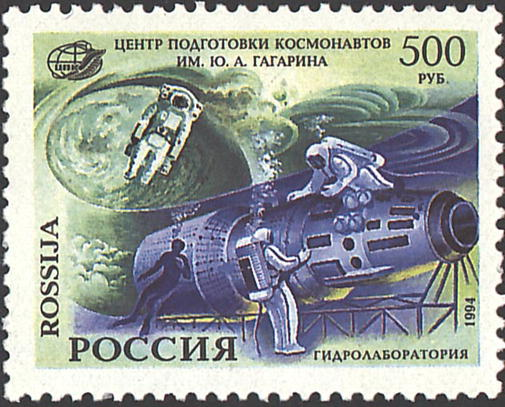
Гидролаборатория на почтовой марке России 1994 года

Стенд «Квант» — стенд информационных отношений, сурдотермокамера, которая служит для следующих исследований:
- нервно-психологической устойчивости испытуемых при сурдорежиме — нахождении в экологически замкнутом пространстве;
- переносимости испытуемых терморежима — высоких конвекционных температур.

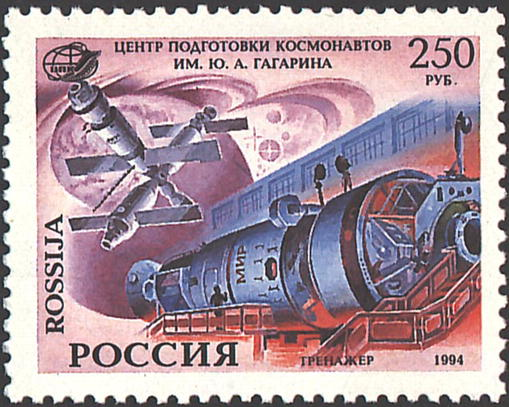
Тренажёр в виде макета станции «Мир» на марке России 1994 года

Комплекс бортовых технических средств медицинского контроля и профилактики служит для организации соответствующих исследование и тренировок. Состоит из трёх подкомплексов:
- комплекса «Кардиомед»;
- комплекса «Гамма-1М»;
- контейнеров для устройств съёма информации и оборудования.

Эти комплексы служат для подготовки будущих космонавтов по эксплуатации аппаратуры и регистрации данных состояния сердечно-сосудистой системы при этой подготовке, при этом они обеспечивают отработку навыков будущими космонавтами:
- выполнения бортовых методик контроля состояния сердечно-сосудистой системы;
- эксплуатации аппаратуры медицинского контроля;
- регистрации фоновых медицинских данных.

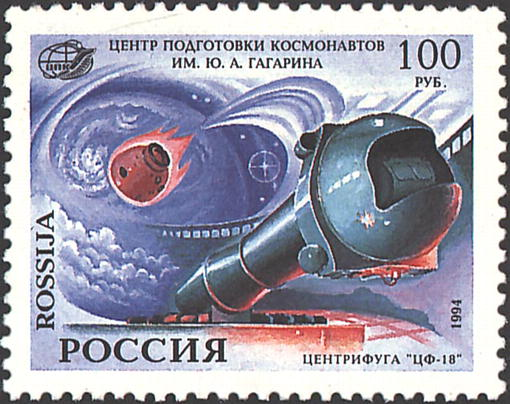
Центрифуга «ЦФ-18» на марке России 1994 года

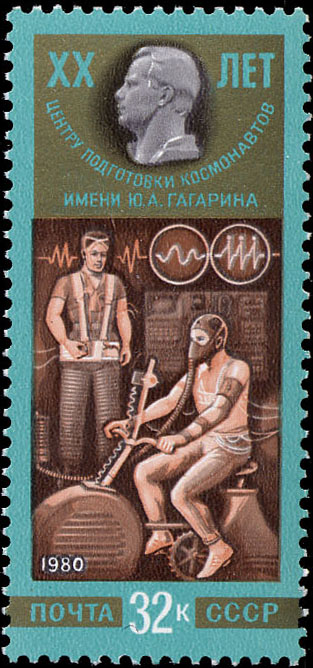
Тренировка на велоэргометре и испытание вакуумного костюма «Чибис» на марке СССР 1980 года

Центрифуги — входят в состав уникальной испытательной базы Центра подготовки космонавтов имени Ю. А. Гагарина. Имеются различные пути моделирования невесомости в наземных условиях:
- полёты на самолёте по параболической траектории;
- гидроневесомость;
- обезвешивание с помощью систем подвесов;
- помещение объектов в карданов подвес.

Наоборот, для моделирования перегрузок имеются центрифуги. В Центре подготовки космонавтов имени Ю. А. Гагарина построена не имеющая аналогов в России центрифуга ЦФ-18, создающая перегрузки в диапазоне от 1 до 30g с ориентацией в любом направлении и с регулировкой в температуры, давления, влажности и газового состава.
Центрифуга ЦФ-18 с радиусом вращения 18 м была запущена в 1981 году. Возможности центрифуги ЦФ-18:
- обучение ручному управлению спускаемым аппаратом космического корабля «Союз ТМА»;
- медицинская экспертиза лётчиков ВВС;
- имитация пилотирования спортивных автомобилей и катеров;
- имитация ближнего воздушного боя;
- сквозное моделирование этапов космического полёта: выведение; стыковка; невесомость; спуск.

Центрифуга ЦФ-7 была запущена в 1973 году. Все советские и российские космонавты прошли подготовку на ЦФ-7 и на тренажёрах ручного управляемого спуска «Пилот-732» (1982—2003 годы) и ТС-7 (с 2014 года по настоящее время) на базе ЦФ-7.
Тренажер «Чибис» — это специальные медицинские резиновые штаны. В костюме «Чибис» нижняя часть тела изолирована от верхней, чтобы в нижней части тела создать разрежение. Человек состоит как минимум на 80 % из жидкости, и в костюме «Чибис» жидкость начинает от верхней части тела отливать к ногам для имитации Земной гравитации. Космонавты перед возвращением из длительного космического полёта тренируются в «Чибисе» до боли, чтобы сосуды легче выдержали земную нагрузку.

### Макет спускаемого аппарата «Материк»
Макет спускаемого аппарата «Материк» — тренажёр для комплексных тренировок по действиям космонавтов после вынужденной посадки в различных климатогеографических зонах служит для::
- проведения практических занятий;
- предварительной подготовки будущих космонавтов.

Макет спускаемого аппарата «Материк» повторяет штатный спускаемый аппарат, которому полностью соответствует оборудование макета, состоящее из:
- штатных пультов;
- кресел космонавтов;
- носимого аварийного запаса (НАЗ).

### Тренажёр «Океан»
Тренажёр «Океан» — тренажёр для комплексных тренировок по действиям космонавтов после посадки на воду, отрабатываются следующие ситуации:
- длительное нахождение в спускаемом аппарате;
- выход из спускаемого аппарата в гидрокомбинезонах;
- экстренный выход из спускаемого аппарата в полётных скафандрах.

Тренажёр «Океан» повторяет спускаемый аппарат космического корабля «Союз ТМА». Оборудование тренажёра полностью соответствует штатному спускаемому аппарату:
- штатные пульты;
- кресла космонавтов;
- носимый аварийный запас (НАЗ);
- система вентиляции;
- система освещения.

### Самолёты-лаборатории
Самолёт-лаборатория (летающая лаборатория) служит для решения следующих задач:
- профессиональной подготовки космонавтов;
- проведении испытаний космической техники;
- медицинских экспериментов;
- медико-биологических исследований жизнедеятельности организмов при невесомости и пониженной весомости.

Были использованы следующие модификации самолётов: Ту-104АК, Ту-134ЛК, Ту-154М-ЛК-1 и Ил-76МДК «Космос».

Траектория манёвра для достижения невесомости

Кривая Кеплера, горка, параболический полёт — это синонимы специального режима полёта самолёта-лаборатории, при котором производится жёсткая проверка организма на невесомость. Специально подготовленные Ил и экипаж, совершающие десять горок подряд — одно из главных испытаний будущих космонавтов.
Самолёт-лаборатория Ил-76МДК создан на базе серийного транспортного самолёта Ил-76МД для моделирования как кратковременной невесомости, так и пониженной весомости, в том числе лунной и марсианской гравитации. Основные характеристики:
- длительность невесомости 25—28 секунд;
- до 20 разнообразных режимов полёта;
- перегрузки до 2g.

Тренировки будущих космонавтов в условиях невесомости на самолёта-лаборатории Ил-76МДК преследуют получение следующих навыков:
- ориентации тела и передвижения;
- одевания и снятия специального снаряжения и скафандров;
- профессиональной деятельности;
- выполнения штатных операций в специальном снаряжении и без него;
- оценки удобства эксплуатации систем, оборудования и инструмента;
- оценки надёжности оборудования и инструмента;
- взаимодействия при внекорабельной деятельности;
- привыкания организма космонавтов к воздействию специфических физиологических факторов.

### Гидролаборатория

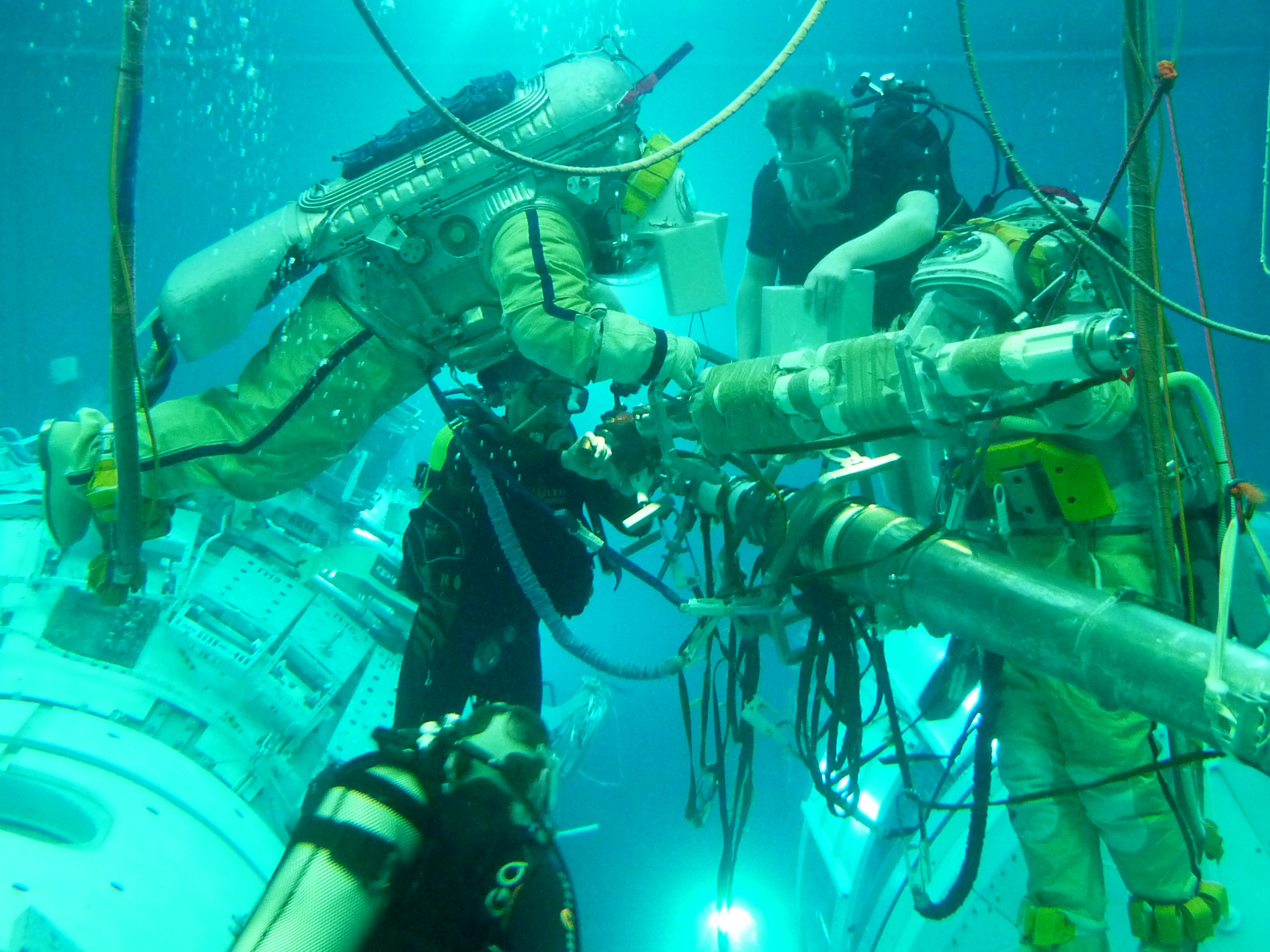
Тренировка в гидроневесомости. Разгрузочные жёлтые бруски создают нулевую плавучесть

Гидролаборатория, начавшая функционировать в 1980 году, — сложное гидротехническое сооружение, состоящее из:
- комплекса технологического оборудования;
- специальных систем, аппаратуры и механизмов.

В гидролаборатории будущие космонавты тренируются в условиях одного из видов моделируемой невесомости — гидроневесомости, что достигается нахождением космонавтов в гидросреде. Эта лаборатория занимается следующими задачами:
- подготовкой будущих космонавтов для деятельности за пределами космического корабля;
- осуществлением экспериментальных исследований;
- эргономическими испытаниями космической техники;
- обучение синхронному выполнению работ в открытом космосе.

Гидролаборатория расположена в цилиндрическом трёхэтажном здании. Центральную часть здания занимает цилиндрический резервуар с водой с монтажной платформой и механизмом её перемещения. Основные технические характеристики цилиндрического резервуара следующие:
- ёмкость 5000 м3;
- диаметр 23 м;
- высота 12 м;
- температура воды 30°С.

На боковой цилиндрической поверхности резервуара смонтированы в разных местах 45 иллюминаторов, которые позволяют производить оперативное наблюдение за тренировкой космонавтов и его фиксацию на медианосителях.
В гидролаборатории проводится отработка действий в условиях гидроневесомости, аналогичной невесомости открытого космоса, на частях полноразмерного макета орбитальной станции (когда-то «Салют-7», позднее — «Мир», в настоящее время — МКС).
Используются кран-балки для спуска и подъёма космонавтов, которые облачены в скафандры «Орлан» и для выполнения грузовых операций. В гидролаборатории будущие космонавты отрабатывают следующие виды работ за пределами космического корабля:
- выход в открытый космос;
- деятельность в разгерметизированных модулях;
- обслуживание и ремонт модулей орбитальных станций;
- монтажные работы на орбите;
- транспортировка грузов;
- экспериментальные работы.

## Руководители центра
- полковник медицинской службы Евгений Анатольевич Карпов (первый начальник Центра подготовки космонавтов, руководил центром с 24 февраля 1960 по 1963 годы)[37]
- генерал-полковник авиации Михаил Петрович Одинцов (1963)
- генерал-майор авиации Николай Фёдорович Кузнецов (1963—1972)
- генерал-лейтенант авиации, лётчик-космонавт СССР Георгий Тимофеевич Береговой (1972—1987)
- генерал-лейтенант авиации, лётчик-космонавт СССР Владимир Александрович Шаталов (1987—1991)
- генерал-полковник, лётчик-космонавт СССР Пётр Ильич Климук (1991—2003)
- генерал-лейтенант, лётчик-космонавт Российской Федерации Василий Васильевич Циблиев (2003—2009)
- лётчик-космонавт СССР Сергей Константинович Крикалёв (2009—2014);
- лётчик-космонавт Российской Федерации Юрий Валентинович Лончаков (2014—2017);
- заслуженный лётчик-испытатель Российской Федерации Павел Николаевич Власов (2017—2021)[13];
- Максим Михайлович Харламов (2021—н.в.)[14].

## Парк воздушных судов
ФГБУ «Научно-исследовательский испытательный центр подготовки космонавтов имени Ю. А. Гагарина» имеет свидетельство эксплуатанта авиации общего назначения № АОН-08-19-131 от 30 сентября 2019 года и использует вертолёт AS-350B3.

## Галерея

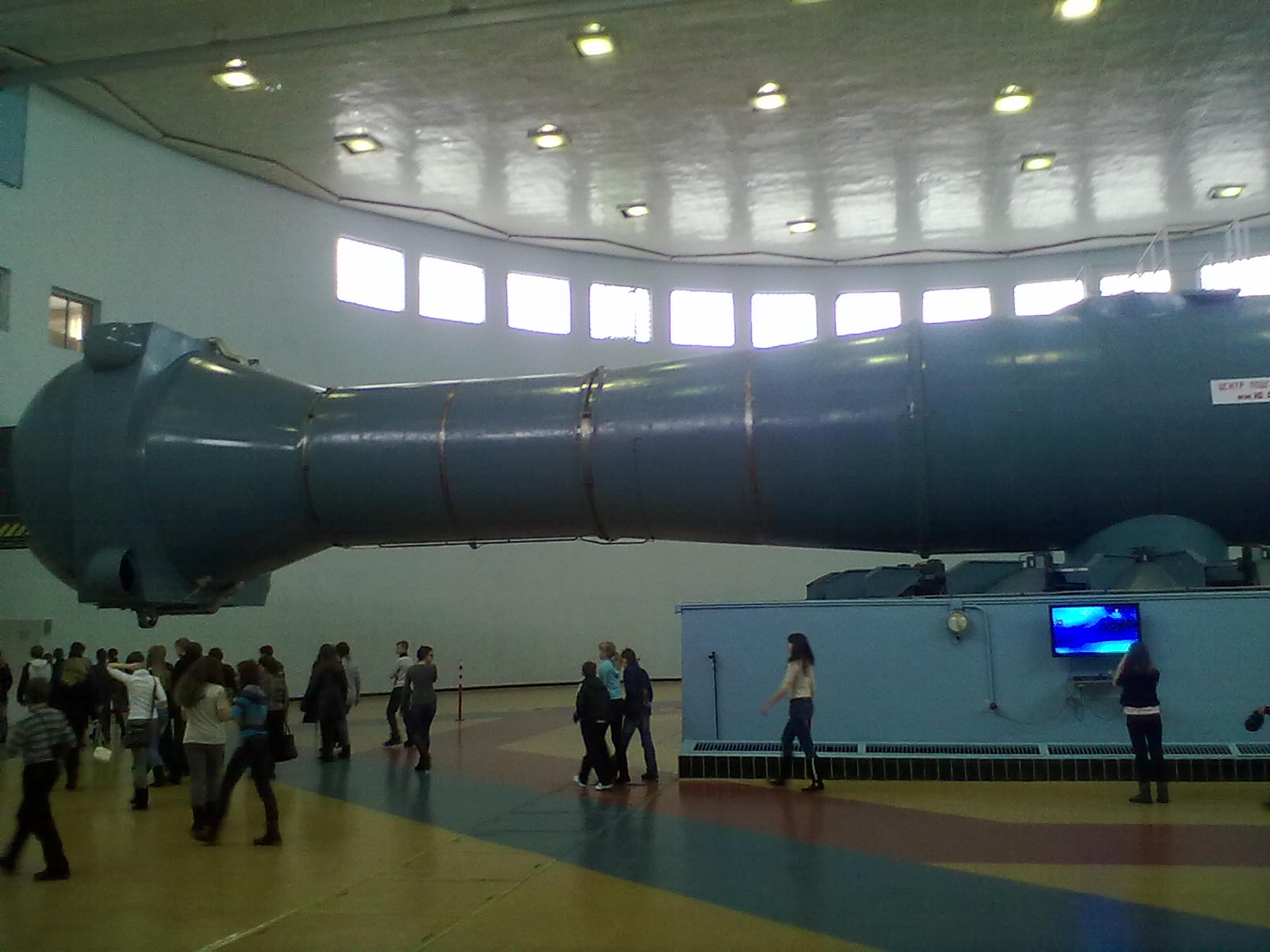
Центрифуга ЦПК
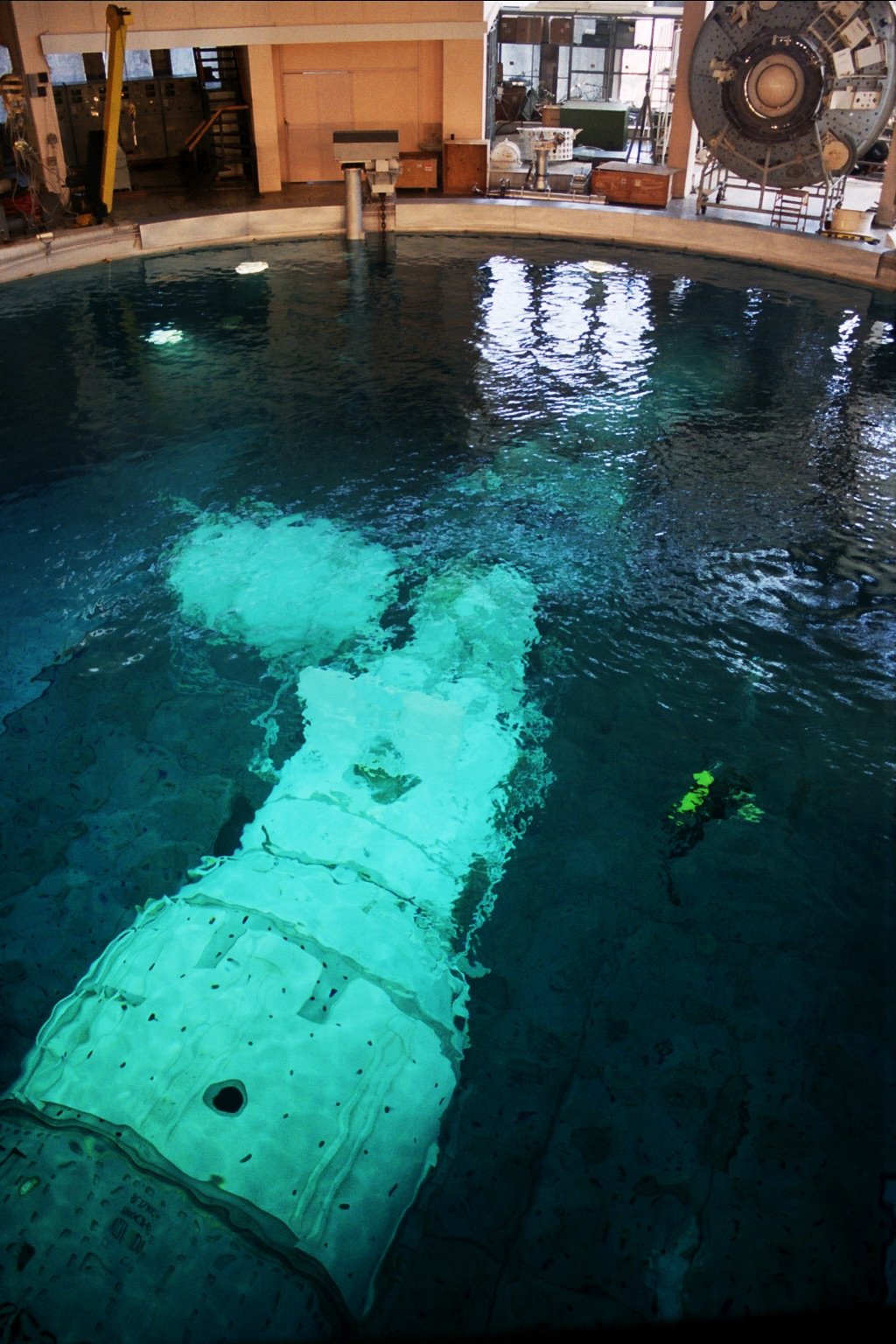
Отработка выхода в открытый космос на тренажёре модуля «Звезда»
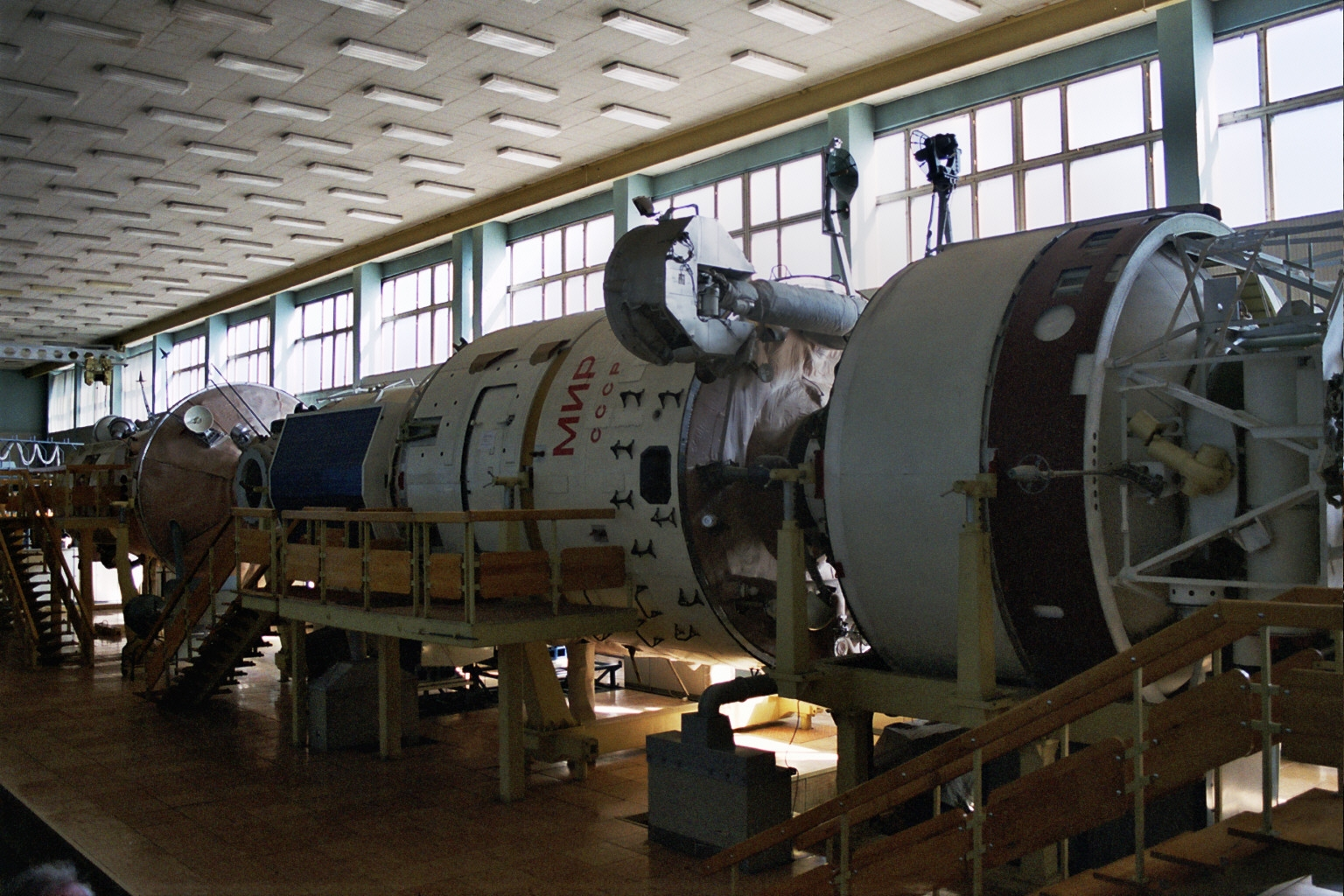
Тренажёр станции «Мир»
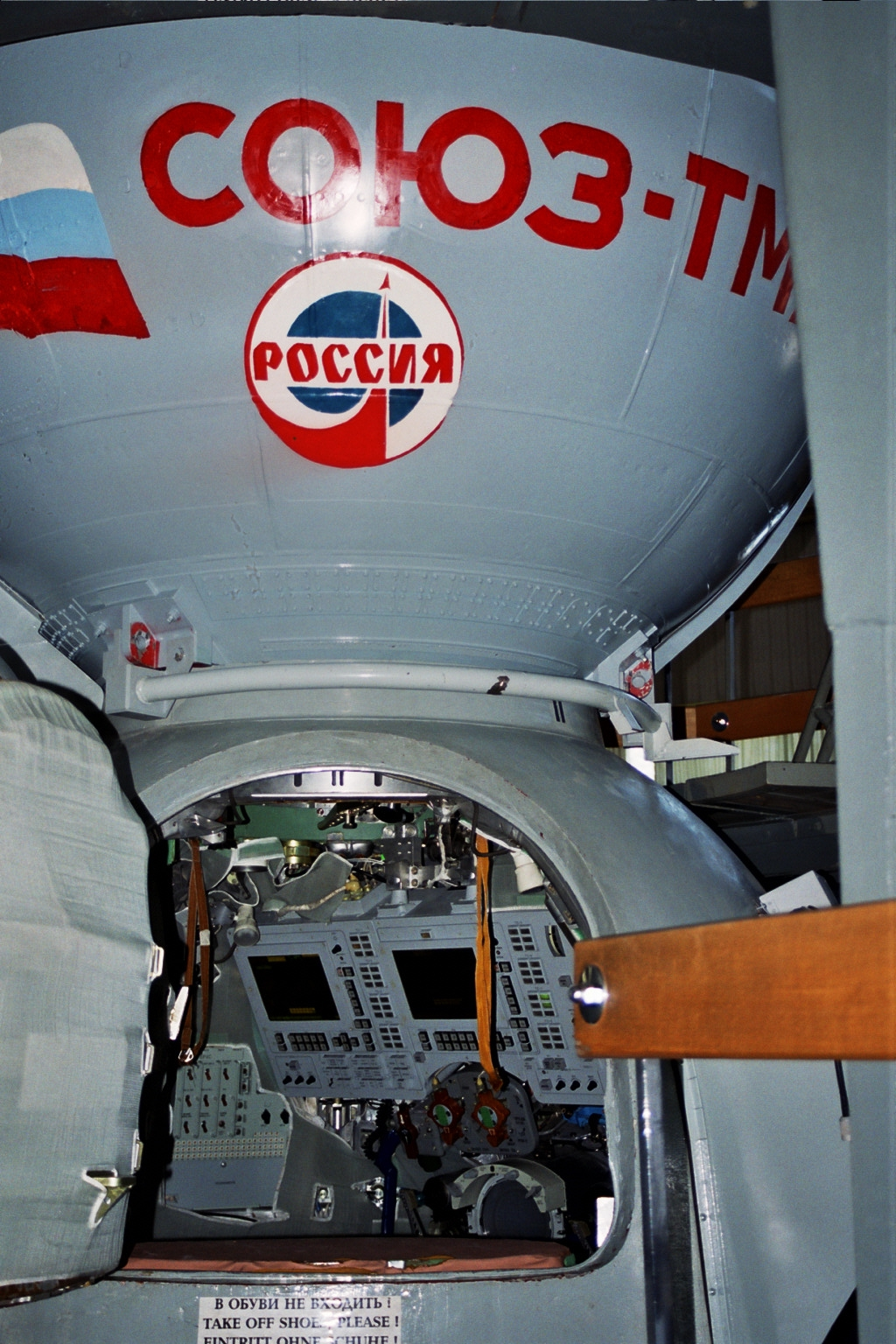
Тренажёр корабля «Союз ТМА»
- Фрагмент экскурсии по ЦПК